# Сан-Миниато-аль-Монте
Сан-Миниато-аль-Монте (итал. Basilica di San Miniato al Monte — Базилика Святого Миния на горе) — базилика аббатства Сан-Миниато, одного из пяти аббатств во Флоренции, столицы Тосканы в центральной Италии. Расположена на горе, на одном из самых высоких мест в городе, и является одним из лучших образцов романо-флорентийского стиля. Имеет титул малой базилики (basilica minore).

## История
Святой Миниас (Мина Флорентийский, Миниато) почитается первым флорентийским святым мучеником. Согласно легенде, он был армянским принцем (в иной версии греческим торговцем), поначалу богатым, жестоким и расточительным. Одумавшись и совершив покаянное паломничество в Рим, он удалился в пещеру около Флоренции, где стал вести отшельническую жизнь. Святой Мина оставался там до того времени, когда император Деций около 250 года решил предать его мученической смерти вместе с другими восемью христианами. Дикие звери отказались разрывать Миниато на куски, а огонь гас, и тогда святому отрубили голову. Согласно житию, мученик поднял голову, покинул место казни с головой в руке, переплыл на другую сторону реки Арно и отправился умирать в родную пещеру на место своего отшельничества и нынешней базилики на горе Флорентийской (Mons Florentinus). Впоследствии, приблизительно в IV веке, там воздвигли капеллу. Гора получила название Монте алле Крочи (итал. Monte alle Croci — Гора Креста).
Строительство церкви началось в 1018 году при епископе Алибрандо (Гильдебранде). Церковь принадлежала женскому монастырю бенедиктинского ордена. В 1373 году церковь и монастырь перешли в ведение мужского монастыря Оливетанской ветви Бенедиктинского ордена «Монте Оливето». Монахи живут там и в наше время.
В комплекс монастыря входит базилика с колокольней XVI века, незавершённой и поврежденной во время осады Флоренции в 1530 году, бывшая летняя резиденция епископов Флоренции (Епископальный дворец по правую сторону от церкви, 1295—1320), госпиталь, крепостные сооружения и мемориальное кладбище. К базилике на вершине горы ведёт широкая мраморная лестница.

## Архитектура
Базилика имеет три нефа, центральный перекрыт по средневековому обычаю двускатной кровлей. Западный фасад базилики завершается треугольным фронтоном с орлом на вершине, восседающим на мешке с шерстью: эмблема гильдии торговцев шерстью (Arte di Calimala), которая отвечала за финансирование строительства с 1288 года. Фасад представляет собой типичное произведение романо-флорентийского стиля, он облицован разноцветными плитами белого и тёмно-зелёного мрамора («змеевика» из Прато), составляющими причудливый геометрический рисунок (opus reticulatum) в икрустационном стиле. Нижний ярус был перестроен в XVI веке наподобие «ложной аркады по колоннам» с пятью полуциркульными арками, опирающимися на полуколонны коринфского ордера. Средняя и две крайние арки имеют дверные проемы, а две промежуточные украшены панелями, составленными из разноцветного мрамора и повторяющими мотив двустворчатой двери.
Примечательно, что весь фасад (без треугольного фронтона и боковых скатов), как и в церкви Санта-Мария-Новелла (проект Л. Б. Альберти), точно вписывается в три модульных квадрата: два внизу и третий наверху (реконструкция Р. Виттковера). В целом композиция нижнего яруса следует традиции аркад, начало которой во Флоренции послужило творчество Филиппо Брунеллески. Верхний ярус включает прямоугольное окно, обрамлённое наличником с двумя колонками, поддерживаемыми мраморными львиными головами, увенчанными тимпаном, в центре которого находится инкрустация в виде вазы между двумя голубями. Над окном расположена мозаика XII века «Христос между Мадонной и Св. Миниато» (1260).
В 1520-х годах Баччо д’Аньоло соорудил новую колокольню взамен рухнувшей. Но она также осталась незавершённой. Во время осады города в 1530 году испано-имперскими войсками Микеланджело превратил монастырь и колокольню в крепость.

… Спас он колокольню Сан Миньято, то есть башню, которая, как это ни странно, двумя пушками поражала вражеский лагерь, откуда вражеские бомбардиры, начав ее обстреливать тяжелыми орудиями, чуть не разбили ее и наверное ее бы разрушили, если бы Микеланджело, подвесив на веревках мешки с шерстью и толстые матрасы, не защитил её так, что она до сих пор ещё стоит 
Работы возобновились после войны, колокольня была закончена в 1535 году, но она так и осталась без навершия.

### Лестница Данте
К вершине «Горы Креста» (итал. Monte alle Croci), на которой расположена церковь, ведёт лестница в 308 ступеней (в несколько маршей, старые ступени частично сохранились). По преданию, по этой лестнице на гору поднимался Данте Алигьери, дабы «утвердиться в духе». По правой стороне лестницы сохранилось девять больших деревянных крестов, символизирующих «стояния» (итал. stazioni) Крестного пути Христа на Голгофу. Слева, при вступлении на лестницу, укреплена мраморная доска с высеченной по-итальянски надписью — строками из «Божественной комедии» Данте:

Как если вправо мы на холм идём,
Где церковь смотрит на юдоль порядка
Над самым Рубаконтовым мостом,
И в склоне над площадкою площадка
Устроены ещё с тех давних лет,
Когда блюлась тетрадь и чтилась кадка…
(«Чистилище», XII, 100—105)

В конце века лестница была частично обновлена итальянским архитектором Джузеппе Поджи.

## Интерьер
Внутри стены базилики, как и снаружи, облицованы двуцветным мрамором в инкрустационном стиле. Храм не имеет трансепта. Главный неф отделён от боковых аркадами на мраморных колоннах коринфского ордера. Потолок главного нефа, что характерно для романской архитектуры, не подшивной, а с открытыми стропилами, которые ярко расписаны в тосканских традициях растительным орнаментом (XIV в.).
Пол центрального нефа в 1207 году выложен мраморной мозаикой со знаками Зодиака и астрологическими символами животных. В часы флорентийского солнечного полудня в день летнего солнцестояния знак созвездия рака освещается через окно храма солнечным лучом.
На стенах сохранились фрагменты фресок XIII—XIV веков. В конхе апсиды — большая мозаика, представляющая Христа на троне в образе Пантократора, справа от Него — Богоматерь, слева король Армении (Rex Ermenie), подносящий Христу корону (1297). У подножия трона Христа — символы четырёх евангелистов.
В восточной оконечности главного нефа — Капелла Распятия (Cappella del Crocefisso, 1448), выполненная необычно, в форме табернакля с цилиндрическим сводом по рисункам Микелоццо ди Бартоломео и навершием с орлом, вторящими одновременно и полукружию апсиды, и изображению орла на фасаде храма. Иконы алтаря с образом Святого Миниато написал Аньоло Гадди.
Но самое необычное в интерьере базилики — пресбитерий (1207). Он непосредственно примыкает к апсиде, приподнят на колоннах и образует второй этаж (антресоль) алтарной части, там же находится амвон (кафедра, 1207), или пульпит (лат. pulpitum — помост, подмостки), романского типа и темплон, облицованные мелкими кусочками зелёного, синего, розового, чёрного мрамора в стиле косматеско. Причём средневековые мотивы сочетаются с почерпнутыми из античности: вырезанными из мрамора йониками и бусами. На пресбитерий ведут две боковых лестницы. Третья спускается вниз, в крипту. Такой завышенный пресбитерий в Италии называют трибуной.
Под пресбитерием находится вход в крипту перекрытую сводами на колоннах, где в алтаре XI века в небольшом мраморном ковчеге хранятся останки Св. Миниато. Колонны и капители выполнены из различных материалов (рифлёный мрамор, гладкий мрамор, серый камень пьетра-серена, терракота). На капителях до сих пор сохранились следы позолоты, выполненной в 1342 году. На сводах и стенах крипты можно видеть остатки фресок работы Таддео Гадди (1341).
Справа от пресбитерия имеется проход в Сакристию, расписанную фресками Спинелло Аретино (1387) со сценами истории Святого Бенедикта.

### Капелла кардинала Португальского (La Cappella del Cardinale del Portogallo)
Капелла кардинала Португальского, или капелла Святого Иакова (Сappella di San Giacomo), представляет собой выдающийся памятник искусства эпохи итальянского Возрождения. Она находится в левом, северном нефе церкви, создана между 1459 и 1467 годами в память о кардинале Джакомо ди Лузитания (Giacomo di Lusitania), архиепископе Лиссабона, учёном-гуманисте, племяннике португальского короля и посланнике Ватикана, путь которого пролегал через Флоренцию, где он умер в 1459 году. Кардинал завещал похоронить себя в этой церкви. Капелла спроектирована Антонио Росселлино вместе с братом Бернардо Росселлино, автором скульптурного убранства надгробия (1461). Алтарь и часть росписей выполнены Антонио и Пьеро дель Поллайоло (алтарь хранится в галерее Уффици, в капелле установлена копия).
Сцена Благовещения Марии, «Четыре евангелиста и четыре Отца Церкви» в верхней части торцовой стены капеллы, напротив надгробия, принадлежит Алессио Бальдовинетти и представляет собой выдающееся произведение флорентийского кватроченто. Сводчатый потолок капеллы сплошь облицован блестящей глазурованной майоликой работы Луки делла Роббиа (1467). В центре плафона — голубь Святого Духа, а в круглых медальонах по углам — символы добродетелей кардинала ((Умеренность, Благоразумие, Справедливость и Сила). Мраморное епископское кресло — работа Антонио Росселлино (1466 года). Стены, пол, пилястры создают торжественный колорит за счёт облицовки серым камнем «пьетра-серена» и мраморной мозаики «косматеско». Ранее в капелле было много позолоты (не сохранилась, как и деревянные кресла, и дорогая утварь).
- Интерьер главного нефа церкви
- Мозаика апсиды
- Капелла Распятия. 1448
- Капелла кардинала Португальского. Надгробие кардинала. Скульптор Бернардо Росселлино. 1461
- Копия надгробия. Музей изобразительных искусств имени А. С. Пушкина, Москва
- Капелла кардинала Португальского. Алтарная стена. Антонио и Пьеро Поллайоло. Святые Винсент, Иаков и Евстафий. Между 1466 и 1468. Дерево, масло. (копия, оригинал: Уффици, Флоренция)
- Капелла кардинала Португальского с фреской А. Бальдовинетти «Благовещение Марии»
- Алессио Бальдовинетти. Благовещение Марии
- Плафон капеллы. Фрески А. Бальдовинетти, майолика Луки делла Роббиа
- Мозаичный пол капеллы
- Фрески Сакристии. История Св. Бенедикта. Спинелло Аретино. 1388
- Зодиак

## Монастырь
Рядом с церковью находится монастырь, здания которого были спроектированы Бернардо и Антонио Росселлино в 1426 году и построены в 1443—1456 годах. Как и при строительстве базилики средства предоставила Гильдия торговцев шерстью (Arte di Calimala). Монастырь окружён защитными стенами, первоначально построенными Микеланджело, во время осады в 1530 году и обращёнными в настоящую крепость с помощью Козимо I Медичи.
Известно также, что в 1455 году Паоло Уччелло расписывал трапезную аббатства с историями святых отшельников. выполненных в сотрудничестве с Антонио ди Папи, возможно, в качестве подарка (или по завещанию) от частного лица. Фрески были покрыты записями, но позднее раскрыты, в том числе синопии и опубликованы Маттео Марангони в 1930 году как работа Паоло Уччелло, а затем отделены и отреставрированы Дж. Рози (1969—1971). В украшении монастыря также участвовал Бернардо Буонталенти, который в 1547 году написал фреску на редкий сюжет: «Путешествие Христа в Эммаус».
Рядом с монастырем в 1295 году епископ Андреа де Моцци начал строительство укреплённого архиепископства, завершенного в 1320 году епископом Антонио д’Орсо и предназначавшегося в качестве летней резиденции флорентийских епископов. В 1337 году здание отошло к монастырю и позднее использовалось как конюшня и больница.
В 1924 году монастырь был радикально отреставрирован, и с тех пор снова принимал оливетанских бенедиктинцев.
Несколько ниже по склону горы расположена другая значимая церковь ордена францисканцев Сан-Сальваторе-аль-Монте.

## Мемориальное кладбище монастыря
В 1837 возникла идея устройства кладбища внутри крепостных стен монастыря. Она была реализована одиннадцать лет спустя архитектором Никколо Матасом, известным в качестве одного из авторов фасада флорентийской базилики Санта-Кроче (Флоренция) Санта-Кроче. В 1864 году архитектор Мариано Фальчини расширил территорию кладбища, за счёт земли, окружающей базилику Сан-Миниато-аль-Монте и прочие монастырские строения. Кладбище было закрыто в 1854 году. На монастырском кладбище были захоронены многие известные люди Флоренции, среди них: Карло Коллоди, создатель Пиноккио, политик Джованни Спадолини, художник Пьетро Аннигони, поэт и писатель Луиджи Уголини, актёр Томмазо Сальвини, режиссёр Марио Чекки Гори, скульптор Либеро Андреотти, писатель Джованни Папини, физик Бруно Бенедетто Росси и многие другие.